# Беспощадная толерантность
«Беспощадная толерантность» — сборник современных фантастических рассказов с последовательным уклоном в социальное моделирование, при котором «традиционные ценности» заменяются новыми, часто совершенно противоположными. В сборник, составленный фантастом Сергеем Чекмаевым, вошли произведения Юрия Бурносова, Кирилла Бенедиктова, Владимира Березина, Дмитрия Володихина, Олега Дивова, Леонида Каганова, Сергея Чекмаева и некоторых других российских писателей. Тираж сборника — 3 тысячи экземпляров. Вслед за «Беспощадной толерантностью» вышли в свет ещё два сборника Чекмаева, продолжающие поднятые темы — «Либеральный апокалипсис» (2013) и «Семьи.net» (2014). В 2017 году вышло второе издание книги.

## Содержание сборника
Жанр большей части рассказов сборника определяется словом «либерпанк» — это разновидность антиутопии, имеющая дело с гипотетическими последствиями ультралиберального общественного выбора, с возможными в будущем эксцессами политкорректности, толерантности и «диктатуры меньшинств».
Из аннотации к книге:
Есть ли предел толерантности? Куда приведет человечество тотальная терпимость — в мир, где запрещены слова «мать» и «отец», традиционные отношения считаются дикостью и варварством, а многоцветие «радужного» будущего давным-давно стало обыкновенной повседневностью? В мир, где агрессивное нашествие иных культур и идеологий целиком подминает под себя гостеприимных хозяев? И чем это может грозить государству и обществу?
РАДУЖНОЕ БУДУЩЕЕ
- Анна Китаева: «Окончательный диагноз»
- Кирилл Бенедиктов: «Чудовище»
- Олег Дивов: «Между дьяволом и глубоким синим морем»
- Татьяна Томах: «Дом для чебурашки»
- Владимир Березин: «Вечера в Териоках»
- Юрий Бурносов: «Москва, двадцать второй»
- Сергей Чекмаев: «Потомственный присяжный»
- Юлия Рыженкова: «Демконтроль»
- Тим Скоренко: «Теория невербальной евгеники»
- Дмитрий Володихин: «Большая собака»
- Леонид Каганов: «Далёкая гейпарадуга»
- Игорь Куликов: «300 ооновцев» (сценарий)

ГОСТИ ДОРОГИЕ
- Егорова и Байтеряков: «Самец разумный»
- Дмитрий Ахметшин: «Дезертир»
- Ольга Дорофеева: «С жемчужными крыльями»
- Евгений Гаркушев: «Социал-сублимация»
- Олег Дрожжин: «Гости дорогие»
- Светлана Прокопчик: «Вид на жительство»
- Егор Калугин: «Народ обречённый»
- Олег Дивов: «В Конькове мерзкая погода»

### Радужное будущее
В первой части сборника, которая носит название «Радужное будущее» авторы пытаются предсказать, к каким последствиям может привести доведение до абсурда идеи толерантности в отношении к «сексуальным меньшинствам». В описанном в представленных рассказах мире преобладают однополые браки, слова «мать» и «отец» находятся под запретом, а традиционная семья считается отжившим анахронизмом.
Так, Анна Китаева в рассказе «Окончательный диагноз» описывает мир, в котором все сексуальные девиации признаны сексуальной нормой, а героям, не имеющим сексуальных девиаций, приходится притворяться, чтобы не вызвать подозрения. Похожая тема поднимается в рассказе Юлии Рыженковой «Демоконтроль», где рассказывается про общество, в котором доминируют однополые браки, а традиционная семья считается пережитком. В созданном автором мире молодых девушек заставляют «отдавать долг родине» тем, что их насилуют, а после родов отбирают детей, чтобы отдать на усыновление однополым парам.
Кирилл Бенедиктов в рассказе «Чудовище» затрагивает тему политкорректного новояза и изображает людей, говорящих о себе в среднем роде, дабы не прослыть сексистами. Рассказ базируется на стереотипе о лесбиянке, которая, по выражению поэта Станислава Львовского, «просто настоящего мужика не пробовала».
В рассказе Леонида Каганова «Далекая гейпарадуга» учительница физики неосмотрительно рассказывает на уроке о том, что разноимённые полюса магнита притягиваются, а одноимённые — отталкиваются, в результате чего её немедленно обвиняют в гомофобии.
Татьяна Томах в рассказе «Дом для Чебурашки» повествует о генетических экспериментах в сочетании с бытованием радикального ислама на территории Питера.
Герой рассказа Юрия Бурносова «Москва, двадцать второй» после пробуждения из комы выходит в необратимо изменившуюся жизнь, в которой «ЛГБТЗП-сообщество» (ЛГБТ, а также зоофилы и педофилы) устраивает митинги против компартии.
Рассказ Олега Дивова «Между дьяволом и синим морем» повествует о затравленном американском патриоте, которого с детства принимали за гея, раскрывшем вдохновлённый СССР заговор американских лесбиянок, направленный на развращение и уничтожение американского общества в духе «Плана Даллеса».

### Гости дорогие
Вторая часть сборника под названием «Гости дорогие» повествует о проблемах, связанных с мигрантами. Авторы рассуждают о том, что в какой-то момент именно коренное население может превратиться в национальное меньшинство, утонув в волне привнесённой мигрантами культуры и обычаев.

## Презентация
Презентация сборника прошла 10 мая 2012 года в Москве. Книга была издана при поддержке фонда «Взаимодействие цивилизаций». Рахамим Эмануилов, глава фонда, выразил обеспокоенность тем, что идея половых различий в наши дни «всё более отходит на задний план». По его словам, подобная тенденция «оказывается в одном русле с пропагандой гомосексуальных союзов».
29 мая 2012 года составитель сборника Сергей Чекмаев заявил, что сборник занял первое место по продажам среди всех электронных книг.
Издатели книги собираются подготовить ещё пару сборников социальных антиутопий на темы либерального апокалипсиса и мира без духовности. Всего издателям было прислано более 300 рассказов, большинство из которых в данную книгу не поместилось и будут изданы позднее.

## Отзывы и критика
- Поэт и прозаик Станислав Львовский в своей рецензии на книгу отметил, что после прочтения сборника «хочется не просто вымыть руки с мылом, а пройти, по возможности, полную санитарную обработку». Львовский называет сборник «безыскусным» и «выдающейся гнусью». Также он отзывается об авторах сборника как людях, с «удовольствием потребляющих „вторичный продукт“ российских СМИ»[8].
- Писатель-фантаст Андрей Максимушкин называет сборник великолепным, особо отмечая удачно выбранное, на его взгляд, название для сборника. По его словам, в книге нет плохих рассказов[11].
- По словам писателя и критика Василия Владимирского, авторы сборника использовали приём «перевертыша», описывая общество, где девиация признана нормой. Он отмечает, что сюжеты «высосаны из пальца» или повторяют «готовые наборы клише»[12].
- Поэт Кирилл Решетников сравнивает сборник с романами «1984» и «О дивный новый мир», указывая, однако, что у его авторов «есть проблемы со вкусом и чувством меры», хотя, по его словам, рассказы «отнюдь не плохи»[13][14].